# Дуда (португальський футболіст)
Паулу Сержіу Барбоса Валенте (порт. Sérgio Paulo Barbosa Valente), більш відомий як Дуда (порт. Duda, нар. 27 червня 1980, Порту) — португальський футболіст, захисник та півзахисник.
Протягом усієї кар'єри виступав виключно за іспанські клуби. Зокрема за «Малагу», у складі якої провів понад 300 матчів, та «Севілью», разом з якою став володарем Кубка та Суперкубка УЄФА, а також Кубка і Суперкубка Іспанії. Крім того виступав за національну збірну Португалії, у складі якої був учасником чемпіонату світу 2010 року.

## Клубна кар'єра
Народився 27 червня 1980 року в місті Порту. Вихованець футбольної школи клубу «Віторія» (Гімарайнш).
У дорослому футболі дебютував 1999 року виступами за «Кадіс», в якій провів два сезони у Сегунді Б, взявши участь у 36 матчах чемпіонату.
Своєю грою за цю команду привернув увагу представників тренерського штабу «Малаги», до складу якої приєднався 2001 року. Проте закріпитись в команді з еліти не зумів, через що сезон 2002/03 провів на правах оренди в Сегунді в клубі «Леванте». Після повернення в «Малагу» став основним гравцем і виступав за «анчоусів» аж до їх вильоту з Ла Ліги за підсумками сезону 2005/06.
Влітку 2006 року уклав контракт з клубом «Севілья», у складі якої провів наступні два роки своєї кар'єри гравця, вигравши Кубок та Суперкубок УЄФА, а також Кубок і Суперкубок Іспанії. Проте закріпитись в команді не зумів, програючи конкуренцію за позицію Антоніо Пуерті та Дієго Капелю.
Через це в серпні 2008 року футболіст на правах оренди повернувся в «Малагу», яка по завершенню сезона викупила контракт гравця. Всього встиг відіграти за клуб з Малаги 222 матчі в національному чемпіонаті.
У 2017 закінчив футбольну кар'єру.

## Виступи за збірні
У складі збірної до 18 років став переможцем Юнацького чемпіонату Європи 1999 в Швеції.
2001 року залучався до складу молодіжної збірної Португалії. На молодіжному рівні зіграв у 3 офіційних матчах, забив 1 гол.
5 червня 2007 року дебютував в офіційних іграх у складі національної збірної Португалії в товариському матчі проти збірної Кувейту (1:1). 20 серпня 2008 року в поєдинку проти збірної Фарерських островів він забив свій перший та єдиний гол за національну команду.
У складі збірної був учасником чемпіонату світу 2010 року у ПАР. На турнірі він взяв участь у зустрічах проти збірних Бразилії та Північної Кореї, а команда дійшла до 1/8 фіналу.
Всього провів у формі головної команди країни 18 матчів, забивши 1 гол.

## Статистика виступів

### Статистика клубних виступів
| Сезон   | Клуб      | Ліга               | Ігор | Голів |
| ------- | --------- | ------------------ | ---- | ----- |
| 1999-00 | «Кадіс»   | Сегунда Дивізіон Б | 8    | 0     |
| 2000-01 | «Кадіс»   | Сегунда Дивізіон Б | 28   | 13    |
| 2001-02 | «Малага»  | Ла Ліга            | 9    | 1     |
| 2002-03 | «Леванте» | Ла Ліга            | 20   | 2     |
| 2003-04 | «Малага»  | Ла Ліга            | 35   | 3     |
| 2004-05 | «Малага»  | Ла Ліга            | 35   | 4     |
| 2005-06 | «Малага»  | Ла Ліга            | 15   | 4     |
| 2006-07 | «Севілья» | Ла Ліга            | 11   | 0     |
| 2007-08 | «Севілья» | Ла Ліга            | 17   | 0     |
| 2008-09 | «Малага»  | Ла Ліга            | 35   | 5     |
| 2009-10 | «Малага»  | Ла Ліга            | 34   | 8     |
| 2010-11 | «Малага»  | Ла Ліга            | 20   | 3     |
| 2011-12 | «Малага»  | Ла Ліга            | 25   | 1     |
| 2012-13 | «Малага»  | Ла Ліга            | 17   | 0     |
| 2013-14 | «Малага»  | Ла Ліга            | 24   | 2     |
| 2014-15 | «Малага»  | Ла Ліга            | 25   | 1     |
| Всього: |           |                    | 356  | 48    |

## Титули і досягнення
- Володар Кубка УЄФА (1):

«Севілья»: 2006-07
- Володар Суперкубка УЄФА (1):

«Севілья»: 2006
- Володар Кубка Іспанії (1):

«Севілья»: 2006-07
- Володар Суперкубка Іспанії з футболу (1):

«Севілья»: 2007
- Володар Кубка Інтертото (1):

«Малага»: 2002
- Чемпіон Європи (U-18): 1999